# Ombrone
De Ombrone is naar lengte en stroomgebied de tweede rivier van de Italiaanse regio Toscane.

## Loop van de rivier
De rivier ontspringt op de zuidoostelijke flanken van de Monti del Chianti nabij de plaats San Gusmè in de gemeente Castelnuovo Berardenga. Na een grillige bovenloop, waarop ze gevoed wordt door verschillende zijrivieren bereikt ze de vlakte van de Maremma nabij de stad Grosseto vooraleer bij de Bocca d'Ombrone uit te monden in de Tyrreense Zee.

## Belangrijkste zijrivieren
Arbia, Merse, Orcia, Trasubbie

## Gemeenten langs de rivier
Castelnuovo Berardenga, Rapolano Terme, Asciano, Buonconvento, Murlo, Montalcino, Civitella Paganico, Cinigiano, Campagnatico, Scansano e Grosseto.
- Virtual International Authority File: 242741545